# Chiesa della Concezione (L'Aquila)
La chiesa della Concezione, per esteso chiesa dell'Immacolata Concezione o chiesa della Santissima Concezione, è un edificio religioso dell'Aquila, situato nel quarto di San Pietro.

## Storia
La chiesa nacque nel 1268 con il titolo di San Liberatore, venendo poi inglobata nel complesso francescano che si insediò nel locale a partire dal 1270. Rimasta pressoché distrutta nel terremoto dell'Aquila del 1315, fu ricostruita nel corso del XV secolo e intitolata a San Ludovico (o San Luigi), in onore di Ludovico di Tolosa, figlio di Carlo II d'Angiò. Nel 1488, infine, assunse l'attuale denominazione, forse ad opera dell'omonima confraternita.
L'edificio doveva comunque avere dimensioni esigue, tanto che fu ampliato verso la sacrestia del San Francesco solamente nel 1583. Nella sua configurazione rinascimentale, l'edificio era costituito da un unico vano rettangolare con la facciata volta verso corso Vittorio Emanuele; era comunque direttamente collegato sia all'adiacente cappella della Madonna delle Grazie, sia direttamente al sito francescano.
La Concezione, con l'intero convento di San Francesco, subirono gravi danni dal sisma del 1703. La chiesa fu ricostruita a partire dal 1706, nel nuovo stile barocco, su progetto attribuito al comasco Giovan Battista Gianni; il Colapietra, tuttavia, documenta come la ricostruzione dell'intero complesso sia da riferire al «cavalier Fontana», ossia il noto architetto romano Carlo Fontana, mentre il Gianni si sarebbe occupato esclusivamente delle pitture e degli stucchi. La ricostruzione risulta completata nel 1722, anche se i lavori sull'apparato decorativo continuarono fino al 1759.
Nel XIX secolo fu decisa la realizzazione del monumentale palazzo del Convitto in sostituzione del complesso francescano; la nuova facciata porticata sarebbe entrata in conflitto con quella della Concezione, così, in seguito ad una mediazione tra il Comune e l'Arcidiocesi dell'Aquila, si scelse di indietreggiare la cappella. Nel 1888 la chiesa fu quindi demolita ed immediatamente ricostruita in posizione arretrata, su progetto dell'arcivescovo Luigi Filippi. Ultimate le decorazioni di Giovanni e Berardino Feneziani e le pitture di Teofilo Patini, la Concezione venne quindi riaperta al culto nel 1892.
In seguito al terremoto del 2009 è rimasta gravemente danneggiata ed è in attesa, insieme all'intero complesso monumentale del Convitto, di essere consolidata e restaurata.

## Descrizione
La Concezione è situato all'interno del complesso del palazzo del Convitto, nel quale è inglobata, venendo ricompreso nel locale di Stiffe e Machilone del quarto di San Pietro, a poca distanza dallo storico incrocio cardo-decumanico dei Quattro cantoni.
In principio, la costruzione si affacciava sull'asse urbano di corso Vittorio Emanuele sul quale era rivolta la facciata quadrangolare con terminazione a capanna, caratterizzata da un portale aggettante e da un rosone posto in asse. Nella sua conformazione attuale, invece, la chiesa risulta di fatto priva di facciata, venendo totalmente sopraffatta da quella del palazzo del Convitto; l'accesso alla chiesa avviene tramite due portali situati lungo i portici, identificabili per mezzo del solo timpano triangolare sull'architrave.
Di notevole interesse è invece l'interno che — originariamente a pianta ovale, nel disegno barocco del Fontana-Gianni — si presenta oggi in un neoclassico tendente all'eclettismo, sviluppandosi in una pianta a croce greca, voltata a botte sui pedicroce con cupolino al centro. L'articolazione architettonica poggia su un sistema di colonne di ordine corinzio che sorregge un'elegante trabeazione. I bracci ospitano nelle nicchie le statue in pietra dei Profeti, opera di Agostino Cornacchini, mentre gli interventi pittorici sono localizzati in fondo alle cappelle e sono opera di Teofilo Patini, peraltro attivo anche in altri ambienti del complesso del Convitto.